# Dodworth
Dodworth is een plaats in het bestuurlijke gebied Barnsley, in het Engelse graafschap South Yorkshire. De plaats telt 5800 inwoners.